# Carl Francke
Carl Francke (* 30. Juni 1843 in Magdeburg; † 7. Februar 1931 in Bremen) war ein deutscher Handwerker und Unternehmer.

## Biografie

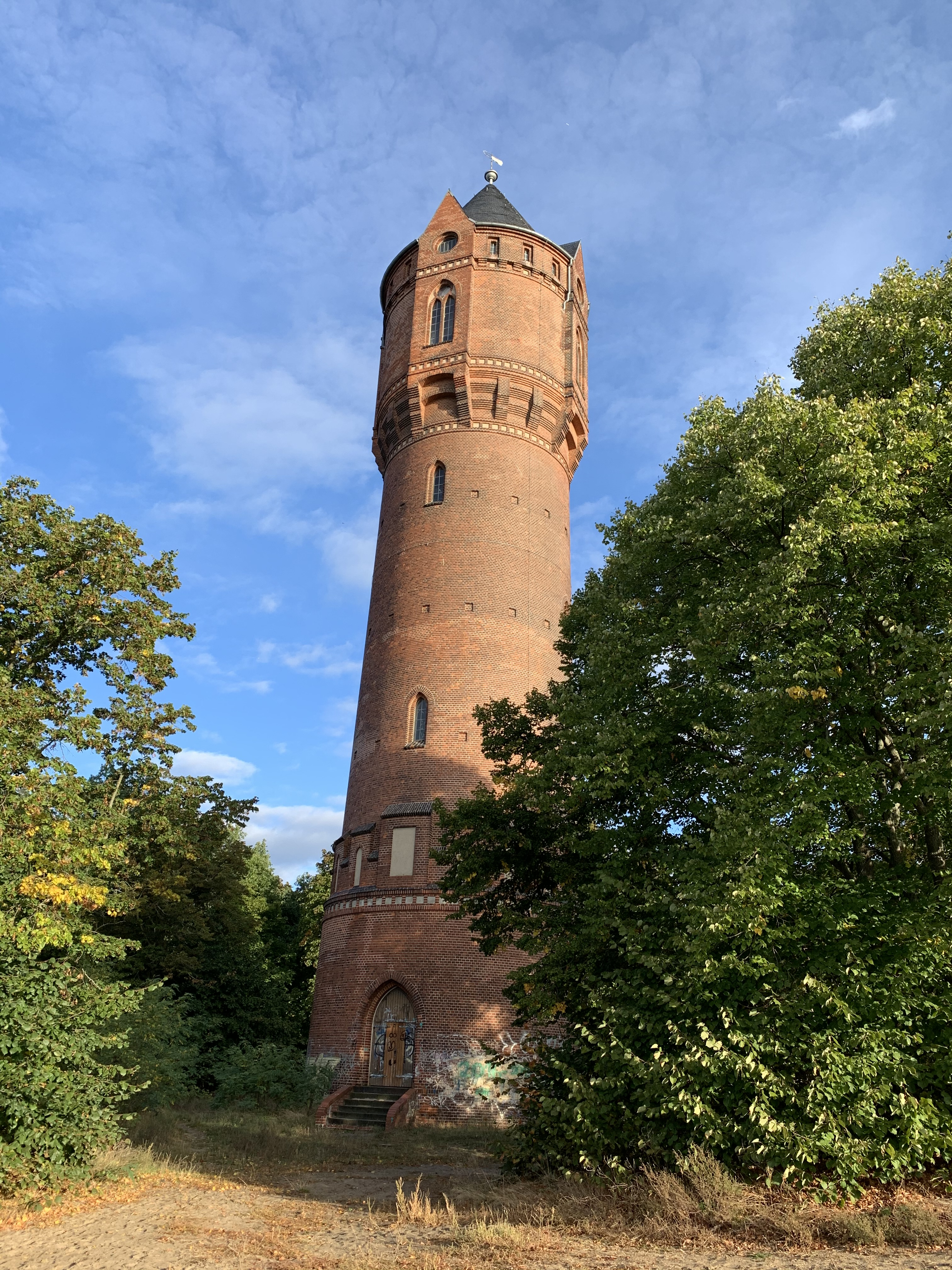
Wasserturm auf den Fuchsbergen in Jüterbog

Francke erlernte als Sohn eines Klempnermeisters den Beruf des Vaters. 1871 siedelte er nach Bremen über und richtete 1872 eine Installationswerkstatt für Wasser- und Gasleitungen sowie Wasser- und Dampfheizungen ein. Er gründete im Jahr 1875 eine Fabrik in Bremen an der Bachstraße, die Gaswerke und Leitungsnetze in zahlreichen Städten anlegte (Francke-Werke). Oft war damit auch die Erzeugung weiterer chemischer Produkte wie Ammoniak oder Salmiak verbunden.
1892 gründete Francke das Unternehmen Brema AG, Central-Verwaltung von Gas-, Wasser- und Elektricitäts-Werken mit Sitz in Bremen an der Bachstraße. Johannes Brandt, Schwiegersohn von Francke, wurde in der Brema AG als Vorstandsmitglied tätig. Das Unternehmen erbaute auch mindestens zwei städtische Wassertürme: 1908/1909 den Turm in Frohnau bei Berlin und den Wasserturm auf den Fuchsbergen in Jüterbog.
Im Jahr 1904 errichtete Franckes Unternehmen eine weitere Fabrik auf einem Grundstück im Bremer Gebiet Seefeld.
Die Francke-Werke hatten in Bremen zeitweise mehr als 1000 Beschäftigte. Das Unternehmen wurde 1921 von einer oHG in eine Kommanditgesellschaft auf Aktien umgewandelt. Im Zweiten Weltkrieg wurden die Produktionsanlagen der Francke-Werke schwer beschädigt, nach dem Krieg begann man erneut mit dem Maschinen- und Kranbau. Auch der Wasserwerksbau wurde revitalisiert. Eine damals in staatlichem Eigentum stehende Auffanggesellschaft betrieb die Fabrik als GmbH am alten Standort im Seefelde, der späteren Carl-Francke-Straße in Bremen.
Das Unternehmen wurde am 21. August 1957 liquidiert, die Maschinenfabrik Friedrich Kocks übernahmen die Produktionsanlagen.
Im Stadtteil Bremen-Neustadt wurde 1954 die Carl-Francke-Straße nach ihm benannt.